# Kumbaya
Kumbayah, Kum ba yah, ou Come by Here (en français « Viens par ici ») est une chanson de negro spiritual enregistrée pour la première fois dans les années 1920. Elle devient un standard de la chanson de feu de camp dans le scoutisme et les camps d'été et bénéficie d'une grande popularité au cours du folk revival des années 1950 et 1960.
La chanson est à l'origine un simple appel à Dieu à venir en aide à ceux dans le besoin.

## Histoire
Selon Stephen Winick, éditeur à la Bibliothèque du Congrès, les deux premières versions dont l'année d'origine est connue avec certitude sont recueillies en 1926, et les deux résident dans la bibliothèque de l'American Folklife Center (en). Puisqu'aucun jour ou mois n'a été enregistré pour ces versions, chacune peut être la version connue la plus ancienne de la chanson. L'une a été soumise en tant que projet de collection lycéen par une élève du nom de Minnie Lee à son professeur, Julian P. Boyd (en), devenu plus tard un célèbre historien. Cette version, recueillie à Alliance, en Caroline du Nord, est un manuscrit présentant des paroles, mais sans musique. L'autre version de 1926 a été enregistrée sur cylindre de cire par Robert Winslow Gordon (en), fondateur d'alors les Archives de la Chanson folklorique (en) de la Bibliothèque du Congrès, qui est devenu le Centre du folklore américain (en). Le chanteur a pour nom H. Wylie, et la chanson a été enregistrée à quelques heures de route de Darien, en Géorgie, bien que Gordon n'ait pas marqué l'emplacement exact. Entre 1926 et 1928, Gordon a enregistré trois autres versions de spirituals traditionnels avec le refrain « come by here » ou « come by heah ». L'une d'elles est une autre chanson sur l'histoire de Daniel dans la fosse aux lions. Des deux autres, l'une a été perdue, et un cylindre était cassé, ce qui rend impossible de déterminer si ce sont des versions de Kumbaya.
Selon un article de Lum Chee-Hoo paru dans le Kodaly Envoy, les membres d'une organisation appelée la Society for the Preservation of Spirituals (en français, Société pour la Préservation des Spirituals) ont recueilli entre 1922 et 1931 une version de la côte de Caroline du Sud. Appelée Come by Yuh, elle était chantée en gullah, la langue créole parlée par les anciens esclaves qui vivent sur les Îles de la Mer en Caroline du Sud et en Géorgie. Il est possible qu'il s'agisse de la première version si elle a été recueillie avant 1926. Mais parce que les chansons individuelles des publications de cette société ne sont pas datées, elle ne peut pas être datée avec certitude avant 1931.
En mai 1936, le successeur de Gordon à la tête des Archives de la Chanson folklorique, John Lomax, a découvert une femme nommée Ethel Best chantant Come by Here avec un groupe à Raiford, en Floride.
Ces faits contredisent la revendication de longue date des droits d'auteur et de copie du révérend Marvin V. Frey. Frey (1918-1992) a affirmé avoir écrit la chanson vers 1936 sous le titre Come By Here (Viens Par Ici) inspiré, selon lui, par une prière qu'il a entendu prononcée par « Mother Duffin », une prêcheuse de rue de Portland, dans l'Oregon. Elle fait sa première apparition dans cette version des Revival Choruses of Marvin V. Frey (littéralement en français, Chœurs du Renouveau de Marvin V. Frey), une feuille de paroles imprimée à Portland, en Oregon, en 1939. Dans une interview à la Bibliothèque du Congrès, citée par Winick, Frey affirme que le changement du titre en Kum Ba Yah s'est produit en 1946, quand une famille missionnaire dénommée Cunningham revient d'Afrique, où ils ont chanté sa version. Selon Frey, ils ont ramené une version partiellement traduite, et Kum Ba Yah était une phrase africaine d'Angola, en particulier des Luvale. Frey affirme que les Cunningham effectuèrent ensuite une tournée en Amérique chanter la chanson avec le texte Kum Ba Yah.
L'histoire d'une origine africaine pour la phrase a circulé en plusieurs versions, diffusée également par le groupe de renouveau les Folksmiths, dont les notes de couverture pour la chanson indiquaient que Kum Ba Yah a été amenée en Amérique de l'Angola. Mais comme le souligne Winick, il n'existe aucun mot ou phrase de ce genre en luvale ou dans toute autre langue apparentée.
Bien que l'on prétende souvent que la chanson vienne de la langue gullah, Winick ajoute que le manuscrit de Boyd, qui est peut-être la première version de la chanson, n'a probablement pas été recueilli auprès d'un locuteur Gullah. Cependant, l'auteur conclut que la chanson provient presque certainement d'Afro-Américains du sud-est des États-Unis et qu'elle avait une version Gullah au début de son histoire, même si elle n'a pas été écrite dans ce dialecte.
En 1958, Little Sugar and the Hightower Brothers sortent un 45 tours dans un style gospel contemporain sous le titre Come by Here et le label Savoy (accompagné de At the Golden Gate).

## Renouveau de la musique folk
Les Folksmiths, dont Joe Hickerson (en), ont enregistré la chanson en 1957, puis Pete Seeger en 1958. Hickerson attribue à Tony Saletan (en), alors chef de chant au Shaker Village Work Camp (en), le mérite de lui avoir fait connaître Kumbaya. Saletan l'avait appris de Lynn Rohrbough, copropriétaire avec sa femme Katherine de l'éditeur Cooperative Recreation Service, prédécesseur du groupe World Around Songs,,,. Joe Hickerson succéda ensuite à Gordon et Lomax à l'American Folklife Center (en) ; anciennement l'Archive of Folk Song. La chanson a joui d'une popularité nouvelle pendant le renouveau de la musique folk aux États-Unis du début au milieu des années 1960, en grande partie grâce à l'enregistrement de la chanson par Joan Baez en 1962, et s'est associée au Mouvement des droits civiques de cette décennie.

## Utilisation sarcastique
Le titre de la chanson est souvent utilisé avec sarcasme dans les pays anglophones, soit pour se moquer de la spiritualité et des relations interpersonnelles, soit pour critiquer leur superficialité,.

## Paroles
| Version no 1 | Version no 2 | Version no 3 | Version no 4 |
| --- | --- | --- | --- |
| Kum bay ya, my Lord, kum bay ya; Kum bay ya, my Lord, kum bay ya; Kum bay ya, my Lord, kum bay ya, O Lord, kum bay ya.                                              | Kum bay ya, my Lord, kum bay ya; Kum bay ya, my Lord, kum bay ya; Kum bay ya, my Lord, kum bay ya, O Lord, kum bay ya.                | Someone need you, Lord, come by here Someone need you, Lord, come by here Someone need you, Lord, come by here Oh, Lord, come by here.          | For the sun, that rises in the sky For the rhythm of the falling rain For all life, great or small For all that's true, for all you do.       |
| Someone's laughing, my Lord, kum bay ya; Someone's laughing, my Lord, kum bay ya; Someone's laughing, my Lord, kum bay ya, O Lord, kum bay ya.                      | Hear me crying, my Lord, kum bay ya; Hear me crying, my Lord, kum bay ya; Hear me crying, my Lord, kum bay ya, O Lord, kum bay ya.    | Now I need you, Lord, come by here Sinners need you, Lord, come by here Sinners need you, Lord, come by here Oh, Lord, come by here.            | Kum bay ya, my Lord, kum bay ya; Kum bay ya, my Lord, kum bay ya; Kum bay ya, my Lord, kum bay ya, O Lord, kum bay ya.                        |
| Someone's crying, my Lord, kum bay ya; Someone's crying, my Lord, kum bay ya; Someone's crying, my Lord, kum bay ya, O Lord, kum bay ya.                            | Hear me singing, my Lord, kum bay ya; Hear me singing, my Lord, kum bay ya; Hear me singing, my Lord, kum bay ya, O Lord, kum bay ya. | Come by here, my Lord, come by here, Come by here, my Lord, come by here, Come by here, my Lord, come by here, Oh, Lord, come by here.          | Kum bay ya, my Lord, kum bay ya; Kum bay ya, my Lord, kum bay ya; Kum bay ya, my Lord, kum bay ya, O Lord, kum bay ya.                        |
| Someone's praying, my Lord, kum bay ya; Someone's praying, my Lord, kum bay ya; Someone's praying, my Lord, kum bay ya, O Lord, kum bay ya.                         | Hear me praying, my Lord, kum bay ya; Hear me praying, my Lord, kum bay ya; Hear me praying, my Lord, kum bay ya, O Lord, kum bay ya. | In the mornin' see, Lord, come by here, In the mornin' see, Lord, come by here, In the mornin' see, Lord, come by here, Oh, Lord, come by here. | For the second on this world you made, For the love that will never fade, For a heart beating with joy, For all that's real, for all we feel. |
| Someone's singing, my Lord, kum bay ya; Someone's singing, my Lord, kum bay ya; Someone's singing, my Lord, kum bay ya, O Lord, kum bay ya.                         | Oh, I need you, my Lord, kum bay ya; Oh, I need you, my Lord, kum bay ya; Oh, I need you, my Lord, kum bay ya, O Lord, kum bay ya.    | I gon' need you, Lord, come by here, I gon' need you, Lord, come by here, I gon' need you, Lord, come by here, Oh, Lord, come by here.          | Kum bay ya, my Lord, kum bay ya; Kum bay ya, my Lord, kum bay ya; Kum bay ya, my Lord, kum bay ya, O Lord, kum bay ya.                        |
| Oh, Sinners need you, Lord, come by here, Sinners need you, Lord, come by here, Sinners need you, Lord, come by here, Oh my Lord, won't you come by here.           | Kum bay ya, my Lord, kum bay ya; Kum bay ya, my Lord, kum bay ya; Kum bay ya, my Lord, kum bay ya, O Lord, kum bay ya.                | | |
| In the morning - morning, won't you come by here Mornin' - morning, won't you come by here In the Mornin' - morning, won't you come by here Oh, Lord, come by here. | | | |